# Траилин, Сергей Александрович
Серге́й Алекса́ндрович Траи́лин (16 сентября 1872, станица Верхне-Курмоярская, область Войска Донского, Российская империя — 2 декабря 1951, Прага, Чехословакия) — русский композитор и офицер, воспитатель детей великого князя Константина Константиновича, генерал-лейтенант
Белой армии. 

## Биография

### Военная служба
Выходец из многочисленного, известного дворянского казачьего рода Донского казачества Траилиных. Его отец полковник Александр Дементьевич Траилин по свидетельству современников отличался добротой и пользовался авторитетом среди знавших его людей. В марте 1918 года он был расстрелян большевиками. Брат Анатолий Александрович, генерал-лейтенант, участник Первой мировой войны, командир 1-го Донского казачьего полка в 1917 году в Петрограде, участник Гражданской войны, умер в эмиграции в Югославии (Загреб).
Получил военное образование в Полоцком кадетском корпусе и Николаевском кавалерийском училище. Службу начал в 1891 году в Лейб-гвардии казачьем полку в Санкт-Петербурге. Хорунжий (1893). Сотник (1897). Подъесаул (1901). Штабс-капитан Центрального управления военных сообщений(1904). Есаул (1905). Подполковник (1906). Столоначальник Главного управления Военно-учебных заведений (1906—1917). Полковник (1911- за отличие).
Как одаренный и высококультурный офицер был приглашен на должность воспитателя детей великого князя Константина Константиновича. Его портрет исполнил М. В. Рундальцов офорт (1916).
Участник Гражданской войны в России. В 1918 году вступил в Донскую армию. Командир 1-й Донской пластунской бригады, а затем начальник дивизии. Генерал-майор (1919). С конца 1919 года — начальник организации скаутов Дона. Генерал-лейтенант (1920). Эвакуирован из Новороссийска. В эмиграции через Константинополь и Болгарию переехал в Чехословакию, где проживал до самой смерти в 1951 году в Праге.

### Композитор

#### Творчество в России
С самого детства играл на гармонике, в кадетском корпусе самостоятельно научился играть на рояле, освоил многие духовые инструменты, дирижировал кадетским хором. Уже в это время пробовал сочинять попурри и небольшие пьесы.
В 1895 году познакомился с М. А. Балакиревым, который стал направлять его музыкальное образование, изучал гармонию и контрапункт у профессора Санкт-Петербургской консерватории А. А. Петрова.
В 1898 году Траилин создал две симфонии, которые исполнялись в Павловске, Сестрорецке, в Царском селе в присутствии Николая II, в Ялте и многих других городах. В это же время им были написаны многие произведения для фортепиано и романсы, в том числе на слова молодого донского поэта В. И. Дмитриева (своего товарища по кадетскому корпусу и училищу), которые исполнялись М. И. Долиной, З. П. Лодий и Е. Ф. Петренко.
В 1906 году автором был создан балет «Рыцарь и фея», поставленный в 1913 году в Троицком театре в главной роли с О. А. Спесивцевой, опера «Хаджи-Мурат» написана в 1908 году. Знаменитость С. А. Траилину принесла опера "Тарас Бульба" (1910), впервые поставленная в Петроградском народном доме в 1914 году, а также опера «Стенька Разин» (1914).
На Дону композитор получил наибольшую известность, как автор юбилейного марша 5-го донского казачьего Атамана Власова полка, сочинённого на 100-летие годовщины сражения с французами под Краоном-Лаоном.
В Новочеркасске композитор приглашался на должность ректора Донской консерватории.

#### В эмиграции
Первое время композитору для заработка пришлось заниматься случайной музыкальной работой: делать аранжировки, оркестровки, давать частные уроки. С 1925 года С. А Траилин — учитель музыки в Русской гимназии в Праге, затем возглавляет бюро по переписке нот Общестуденческого русского хора имени Архангельского. В 30-е годы Траилин работает как пианист и композитор в студии балетмейстера Пражского национального театра Е.Никольской. Здесь он продолжает свою композиторскую деятельность и пишет ряд сочинений: «Ориентали», Восточные танцы, Вальсы, балет «Волшебная корона». В 1931 году Траилин избран председателем Русского музыкального общества в Праге. К празднику «День русской культуры» 13 июня 1933 года Траилиным была написана сюита «В Чехии». Сюита исполнялась оркестром чехословацкого радио под управлением чешского дирижёра и композитора К. Б. Йирака. В 1937 году к 100-летию со дня рождения А. С. Пушкина автор пишет музыку для спектаклей детям «Золотая рыбка» и «Сказ о попе и работнике его Балде». 30-е годы были отмечены наиболее плодотворной работой композитора. Создавались многие камерные сочинения, опера «Богатый гость Тереньтище», Фантазия на русские темы «Москва», фортепианные миниатюры, обработки русских и моравских песен, хоры, которые исполняются русскими и чешскими музыкантами в концертах русской общины, и на чешском радио. В Народном театре Праги ставится опера Траилина «Тарас Бульба». Исполнителями были А. Новикова-Рыжкова, Л. Белоцветова, квартет Пешкова, хор «Архангельский», оркестром чехословацкого радио и многие другие. Одним из последних произведений композитора остался неоконченный пролог к поэме А. С. Пушкина «Руслан и Людмила» «У лукоморья дуб зелёный» для хора и оркестра. Сохранившиеся отрывки указывают на богатство и усложнение музыкального языка автора.

### Семья
Траилина Клавдия Семеновна (1879—1963) — супруга известного композитора. Училась в Рисовальной школе ОПХ в Петербурге. В эмиграции продолжила образование на курсах прикладного искусства и в Художественно-промышленном институте. Была художником прикладного искусства и акварелистом: занималась росписью по фарфору и шелку, писала акварели. В 1950-е К. С Траилина составила нотографию композитора (РГАЛИ, Ф. 2660). Похоронена рядом с мужем на Ольшанском кладбище в Праге. Дети: Александр, Сергей, Вероника и Юрий Траилины. Судьба детей неизвестна.

### Итоги жизненного пути
В последние годы композитор много болел. Жил на даче вместе с супругой и внучкой. В связи с болезнью Сергей Александрович не воспринимал правую руку и играть на рояле не мог, но продолжал записывать музыку. После освобождения Праги С. А. Траилин был одним из первых, кто подал заявление о восстановлении советского гражданства. Однако его желание не было исполнено. Умер 2 декабря 1951 года. Похоронен на Ольшанском кладбище в Праге. Современники отмечали большое творческое наследие композитора, что нас покинул человек, горячо любящий свою Родину, свой народ. В музыкальном мире Сергей Александрович был особенно почитаем за чудесную музыку для балетов, как «Волшебный король», «Рыцарь и фея», «Остров фантазии», «Гашиш».

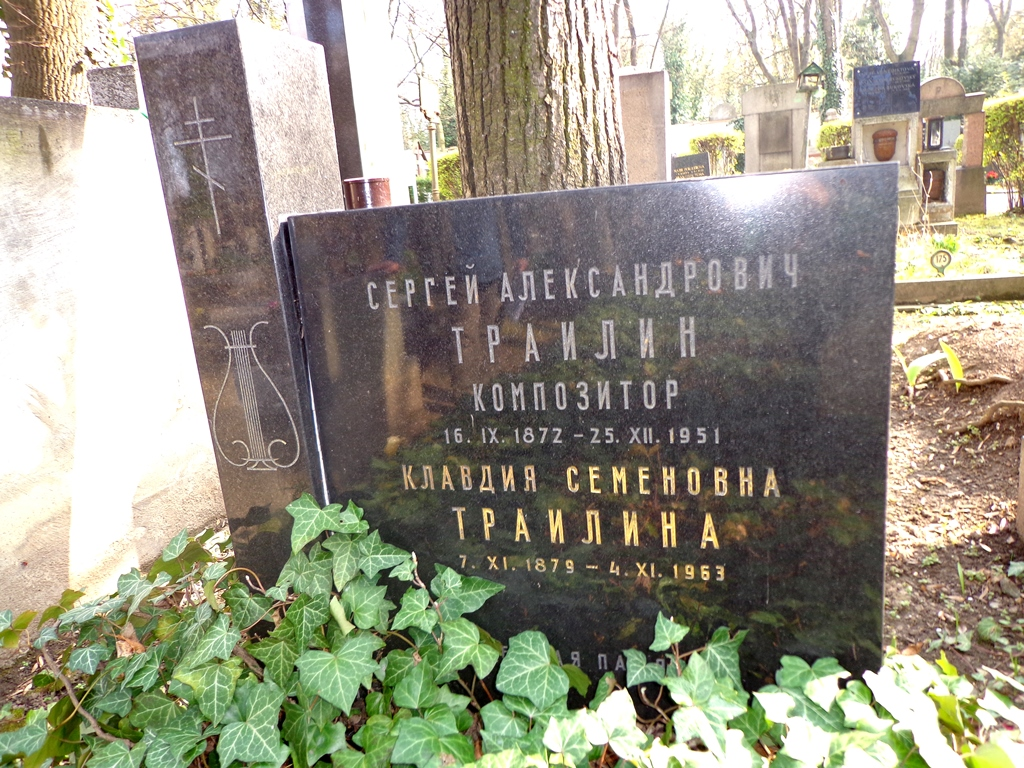
Могила С.А. и К.С.Траилиных, индекс участка/index pozemku: 17, номер захоронения/číslo hrobu: 248, Ольшанское кладбище/Olšanské hřbitovy, 2ob, координаты/souřadnice: 50°04′50″ с. ш. 14°28′14″ в. д.HGЯO

## Наследие композитора (РГАЛИ Ф. 2660)
Рукописи-ноты С. А. Траилина. Оперы (партитуры и клавиры): «Тарас Бульба» по Н. В. Гоголю (1912—1933), «Степан Разин» (1936—1944), «Богатый гость Терентьище» по Д. В. Аверкиеву (1937—1942), «Хаджи Абрек» по М. Ю. Лермонтову (1941—1943) и др.; «Рыцарь и фея» — балет, партитура и клавир (1928—1929); музыка к спектаклям: «Двенадцатая ночь» В. Шекспира (1922), «Пир во время чумы» А. С. Пушкина (1923); произведения для оркестра: «В Чехии» — сюита (1923), «Марш-гротеск» (1931), «Испанская рапсодия» (1938), «Русская увертюра» (1941), «Илья Муромец» — симф. былина (1942—1944) и др.; квартеты No 1, 2, 3, 4 (1939—1945), соната для виолончели и ф-п. (1944), соната для скрипки и ф-п. (1945); произведения для ф-п.: вальсы, мазурки, ноктюрн и др. (1905—1945); романсы для голоса с ф-п. на сл. К. Д. Бальмонта, А. А. Блока, М. Ю. Лермонтова, Л. А. Мея, А. С. Пушкина, К. М. Симонова, А. А. Фета и др. (1914—1947). Всего 204 рук. Рукописи С. А. Траилина. Записи о занятиях с М. А. Балакиревым (1895—1901), биографические очерки о М. А. Балакиреве, А. Дворжаке, Н. А. Римском-Корсакове, А. Г. Рубинштейне, А. Н. Серове, Б. Сметане [1920-е]; «Донские казаки» — киносценарий [1910-е]. Всего 12 рук. Письма С. А. Траилина К. С. Траилиной — жене 20 (1931—1948) и др. Всего 3 адр. Письма С. А. Траилину: Ф. С. Акименко 29 (1922—1938), М. А. Балакирева 75 (1895—1908), В. Ф. Булгакова 17 (1936—1951), К. А. Воута (1914), А. К. Глазунова 3 (1925—1932), И. И. Лапшина 31 (1934—1951), В. Новака 13 (1944—1948), М. О. Штеймана 28 (1929—1937) и др. Всего 26 корр. Программы и афиши концертов с исполнением произведений С. А. Траилина (1898—1947); материалы о постановке его опер (1910—1922). Статьи и заметки о С. А. Траилине — печ. выр. (1898—1956), нотография С. А. Траилина, сост. К. С. Траилиной [1950-е]. Фото С. А. Траилина, индивидуальные и в группах с М. А. Балакиревым, В. Н. Кашперовым, С. М. Ляпуновым и др., 19 (1881—1941). Фото с дарств. надписями С. А. Траилину: М. А. Балакирева (1895), А. К. Глазунова (1930), М. И. Долиной (1910), В. А. Золотарева (1902), А. И. Мозжухина (1914), Е. Ф. Петренко (1910), Н. И. Привалова (1910), М. О. Штеймана (1935) и др. Всего 27. Письма: М. А. Балакирева — Н. И. Казанли (1895), В. Ф. Булгакова — К. С. Траилиной 8 (1938—1956).